# Івашко Немирич
Івашко Немирич (д/н — 1543/1545) — державний діяч, урядник часів Великого князівства Литовського.

## Життєпис
Стосовно походження існують дискусії: за одними належав до овруцького боярства, за іншими — до хрещеної татарської знаті. Син Немирі Гридкевича (Грицькевича). за різними версіями Немиря або його син Івашко служив київському воєводі Івану Глинському, брату Михайла Львовича Глинського, який очолив у 1508 році повстання проти польсько-литовської влади. Можливо вони обидва перебували на службі у Глинських.
Івашко Немирич через свого батька Немирю повідомив короля польського і великого князя литовського Сигізмунда I про змову Глинського. В подальшому сприяли придушенню цього повстання. Цей вчинок, а також вдалі одруження Івашка Немирича дали поштовх до стрімкого зростання сім'ї в соціальному і економічному плані.
У 1514—1524 роках Івашко Немирич був господарським дворянином і чорнобильським державцею. також в нагороду 1514 року отримав с. Меленевичі та Тупачоловщину в Заушші. Того ж року подарував Київському Микільсько-Пустинному монастиреві частину Меленевичів.
У 1518 році до Івашка Немирича від його дружини з роду Обернейовича у вигляді посагу мало відійти село Городище поблизу Малина. Однак батько нареченої Юхно Обернейович відписав Городище Київському Пустинно-Микільському монастиреві. Івашко Немирич звернувся до ченців з проханням продати йому Городище. У 1529 році подарував Київському Микільсько-Пустинному монастиреві ще деякі ґрунти в Меленевичах.
7 грудня 1531 року зем'яни Потаповичі продала Івашку Немиричу своє дідичне село Ворохобовичі біля Білого Берега за 120 кіп грошей литовських. Також Немирич отримав у свою власність с. Пинязевичі. Після тривалих переговорів Немирич дійшов згоду з ченцями Київського Пустинно-Микільського монастиря, обмінявши Городище на Ворохобовичі.
Івашко Немирич вирішив перетворити Городище на місто з замком з метою захисту від набігів татар. 9 лютого 1539 року король польський і великий князь литовський Сигізмунд II Август підписав консенс (дозвіл), в якому Немиричу дозволялося в Городищах «на власной своей земли для небезпечности от людей неприятельских татар замок збудувати», а також «место людьми вольними садити и торг корчмы мати».
У 1541 році Немирич отримав ще одне підтвердження на спорудження замку в Городищі, яке було розширене правом осадження міста і проведення торгів та ярмарку. Лист доповнювався рішенням брати мито із солі та інших товарів за півгроша з воза. 1543 року подарував Київському Микільсько-Пустинному монастиреві половину Тупачоловщини. Ймовірно невдовзі після цього помер, оскільки згаданий в пам'яникуцього монастиря. В будь-якому разі до 1545 року не було в живих, оскільки цього року головою Немиричів стає його син Йосип.

## Майно
Мав значні землеволодіння в Олевській та Заушській волостях Київського воєводства, які складатися передусім завдяки господарським наданням та землям, отриманим у посаг за дружинами.

## Родина
З усіх дружин відомо, що друга походила з роду Обернейовичів, а третьою була — Йордана Скобейко, від якої Немирич мав сина Йосипа.